# Jan Herslow
Jan Ove Herslow, född 5 juli 1912 i Arlöv, Malmöhus län, död där 3 januari 2004, var en svensk industriman. Han var son till Ernst C:son Herslow. 
Efter examen från Kungliga Tekniska högskolan 1937 anställdes Herslow vid Svenska Sockerfabriks AB samma år. Han var disponent vid Jordberga sockerbruk 1946–55, vid Köpingebro sockerbruk 1955–61 och vid Arlövs sockerbruk från 1961. Han var styrelseledamot i Kockums Mekaniska Verkstads AB och styrelsesuppleant i AB Landsverk. Han var ledamot kommunalfullmäktige och länsnykterhetsnämnden.